# Zamek w Rybniku
Zamek w Rybniku – dawny zamek Piastów śląskich położony w Śródmieściu Rybnika, na Placu Kopernika. Wielokrotnie przebudowywany. Obecnie siedziba Sądu Rejonowego.

## Historia
Choć trudno ustalić kiedy powstał pierwszy rybnicki zamek, na podstawie badań archeologicznych można stwierdzić, iż został zbudowany pod koniec XIII w.. Jednak uważa się, że już w XII w. w tym miejscu istniał drewniany obronny gród, wzniesiony za panowania księcia opolsko-raciborskiego Mieszka I Plątonogiego. Początkowo była to zapewne budowla o konstrukcji drewniano-ziemnej. Ponieważ późniejszy zamek był niedużej wielkości więc zapewne i jego wcześniejsza drewniana postać zbudowana była na planie prostokąta lub kwadratu o również niewielkich bokach. 
Pierwsza wzmianka o zamku w Rybniku pochodzi z 1327 r. Pomiędzy 1202 a 1211, para książęca (Mieszko i Ludmiła) sprowadziła do zamku zakon sióstr Norbertanek, które w latach 1223-1228 prowadziły w nim szkołę dla panien szlachetnie urodzonych. W 1228 r. Norbertanki opuściły Rybnik przenosząc się do Czarnowąsów pod Opolem.

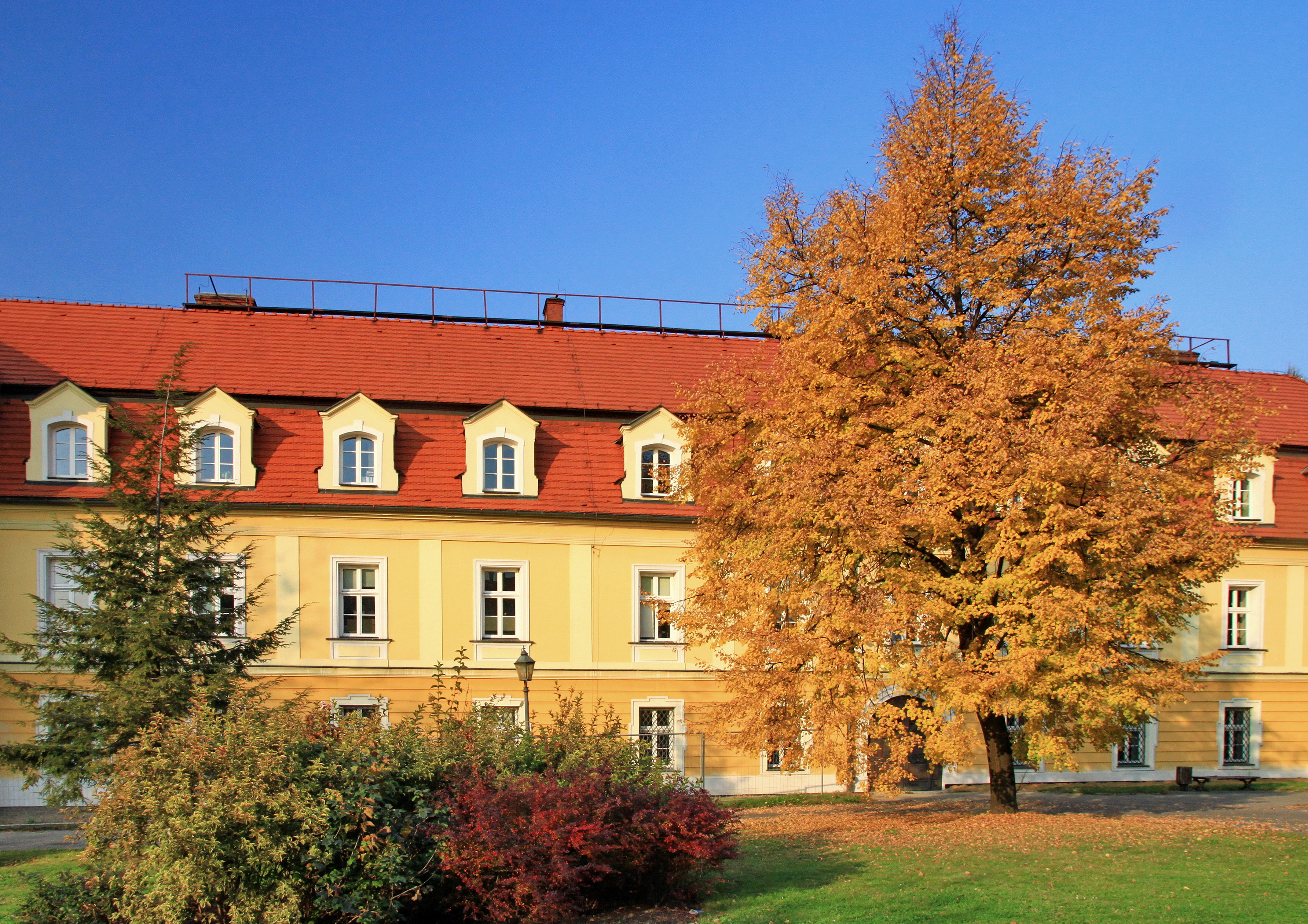
Widok elewacji południowej

W okresie rozbicia dzielnicowego Rybnik stał się częścią najpierw księstwa raciborskiego, później opolsko-raciborskiego (1202-1290), potem ponownie księstwa raciborskiego. W tym czasie zamek składał się z kamienno-ceglanego domu wzniesionego na planie prostokąta o wymiarach 9,4 x 22,8 m wzmocnionego w narożach. Nadal otaczały go ziemne wały a dodatkowym walorem obronnym były rozlane wokół stawy. Zamek nie miał charakteru rezydencji lecz był typową budowlą obronną ze stałą załogą zbrojną. W XIV wieku nastąpiła jego rozbudowa. Budynek został powiększony w kierunku wschodnim o 3m. W następnej kolejności całe założenie otoczono kamiennym murem. We wschodniej kurtynie umieszczono wjazd wzmocniony czworoboczną wieżą bramną. 
Na przełomie XIV-XV w. zamek choć był własnością książąt raciborskich, wykorzystywali go także książęta cieszyńscy jako miejsce postojowe w razie wyjazdu do Bytomia, którego połowa należała wówczas do cieszyńskich Piastów. W 1428-35 w okolicy miasta miały miejsce walki prowadzone przez wojska husyckie. Miasto doznało wielkich zniszczeń, ale mieszkańcy znaleźli schronienie na zamku i z szybkiej odbudowy Rybnika należy wnioskować, że zamek się obronił. Odbudowane miasto zostało niedługo potem ponownie spalone i ograbione przez rycerzy-rabusiów. W tymże czasie władzę nad Rybnikiem objął książę raciborski Wacław III, zwany Rybnickim, który przebudował zamek na swoją siedzibę. Wacław III utracił Rybnik w 1473 r. – król Czech Maciej Korwin odebrał zamek przychylnemu Władysławowi Jagiellończykowi Wacławowi i przekazał go szlachcicowi z Niewiadomia w nagrodę za walkę przeciw swemu księciu. 
Ziemię rybnicką otrzymał po nim Jan V, książę opawsko-raciborski, który przekazał ją synowi Mikołajowi VI. Po nim księstwem rządzili kolejno jego dwaj bracia – Jan zwany Hanuszem oraz Walentyn. Ten ostatni zawarł układ na przeżycie z księciem opolskim Janem II Dobrym. Postanowienia zawarte w dokumencie weszły w życie w 1521 r. po bezpotomnej śmierci Walentyna – ostatniego księcia raciborskiego z rodu Przemyślidów. Od 1526 roku Rybnik z okolicą tworzył okręg zwany zastawem rybnickim. Zmieniający się wówczas często nowi właściciele miasta nie dbali zbytnio o rozwój Rybnika. Zamek został siedzibą urzędników sprawujących rządy w imieniu właściciela. Ponieważ z reguły mieszkali oni z dala od Rybnika toteż pozbawiony należytej opieki stary gotycki zamek zaczął popadać w ruinę. W latach 1579–1581 częściowo odbudował go Władysław z Lobkowic, kiedy uzyskał zapewnienie od króla czeskiego, że zamek zostanie w rękach jego dzieci.
W XVII wieku właścicielem miasta został Jan Bernard Prażma. Około roku 1650 rozpoczął on wyburzanie starego zamczyska i w to miejsce zaczął wznosić rezydencję pałacową. W roku 1652 ukończona została nowa kaplica zamkowa o czym wspomina opis wizytacji przeprowadzonej przez biskupów wrocławskich. Po śmierci Prażmy kolejni właściciele Oppersdorffowie kontynuowali rozpoczęte prace. Wystawiony przez nich nowy zamek był to dwupiętrowy masywny budynek kryty gontem, węższy po bokach od dzisiejszego budynku Sądu. Z tyłu posiadał więżę rozebraną około roku 1758. Kolejnymi właścicielami Rybnika zostali w roku 1682 hrabiowie Węgierscy. W latach 1776-78, za czasów hrabiego Józefa Węgierskiego, do starej części zamku dobudowano dwa skrzydła z arkadami na poziomie parteru. Nadało to budowli kształt podkowy zachowany do dziś.

## Nowy zamek

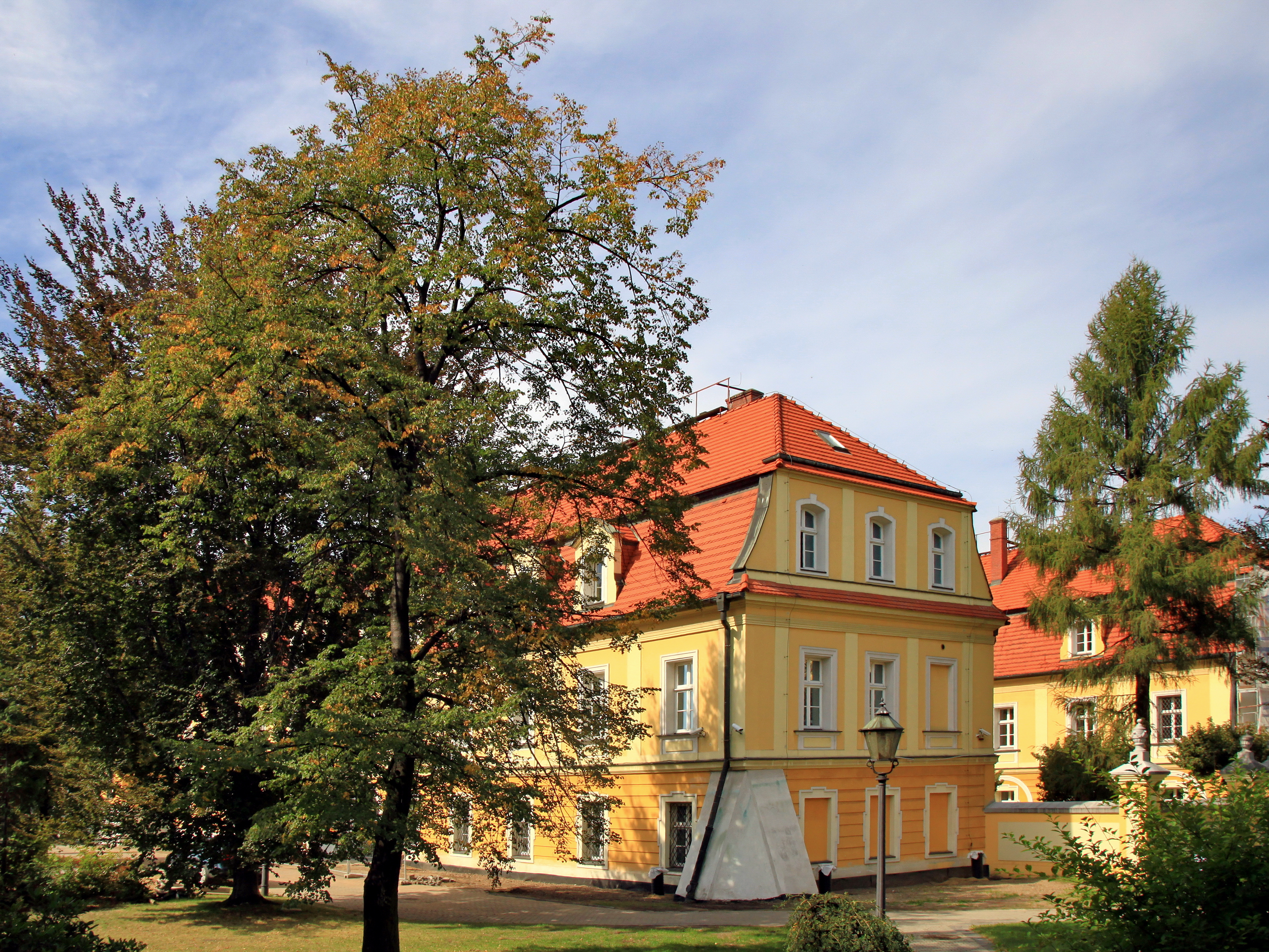
Sąd Rejonowy w Rybniku

W 1788 r. Rybnickie Państwo Stanowe zakupił król pruski Fryderyk Wilhelm II, który przeznaczył zamek rybnicki na przytułek dla żołnierzy. W miejscu rozebranego gmachu, w 1789 r. postawiono nowy zamek z przeznaczeniem na "Dom Inwalidów". Jego boki wystawały poza boczne skrzydła na teren byłej fosy. Nowy "dom inwalidów" połączono z wzniesionymi przez Węgierskich barokowymi skrzydłami schodkowymi przejściami. Gmach został przebudowany według projektu Fryderyka Ilngnera który uzyskał obecną późnobarokową–klasycystyczną formę architektoniczną. Jest to budowla murowana otynkowana zwrócona elewacja frontową na wschód. Założona na planie podkowy składa się z dwupiętrowego budynku z dwoma prostopadłymi piętrowymi skrzydłami. Od 1842 r. w zamku swoją siedzibę miał Sąd Grodzki. Obecnie mieści się w nim Sąd Rejonowy. W 1938 r. dokonano ostatniej przebudowy obiektu – wykonano nowe wiązanie dachowe, obniżając dach o 2,5 m. Budynek poddano kapitalnemu remontowi w latach 1990-2000. W lipcu 2013 roku rozpoczął się kolejny remont budynku, wpierw elewacji zewnętrznej. W kolejnym etapie zaplanowanym na rok 2014, renowacje przejdą ściany od strony dziedzińca.

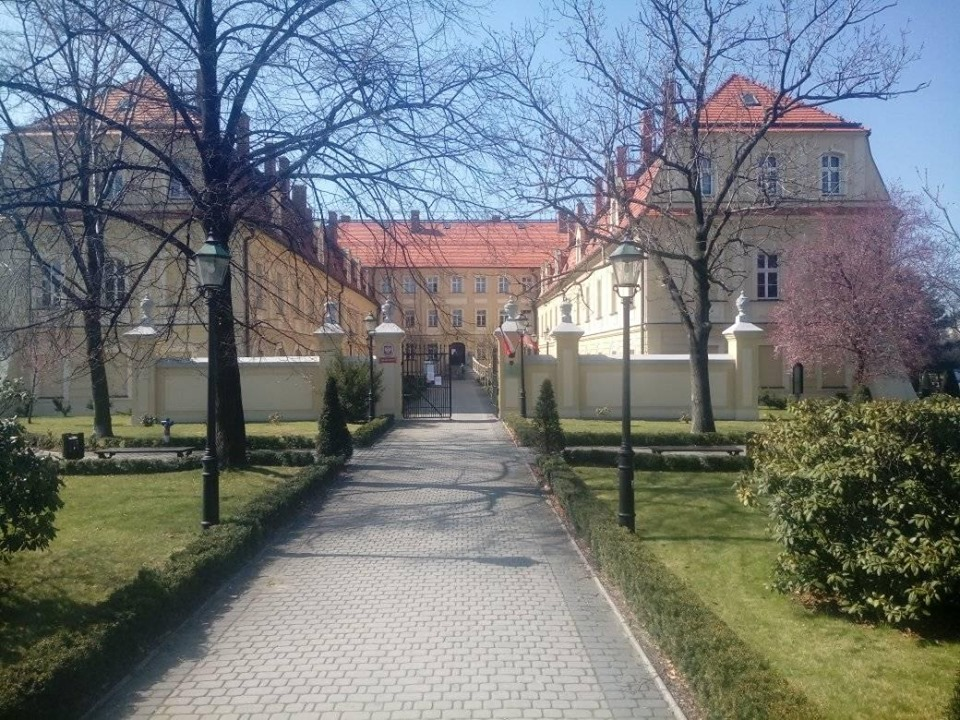
Sąd Rejonowy od strony Placu Kopernika